# Abdülmecid II
Abdülmecid II (ur. 30 maja 1868 w Stambule, zm. 23 sierpnia 1944 w Paryżu) – głowa rodu Osmanów w latach 1922–1944 i nominalny kalif, proklamowany i uznawany przez Republikę Turcji w latach 1922–1924.

## Życiorys
Był synem Abdülaziza. 1 listopada 1922 roku jego kuzyn, sułtan Mehmed VI, został pozbawiony władzy, choć Turcji oficjalnie nie proklamowano republiką.
19 listopada 1922 w Ankarze Abdülmecid II, od 1918 noszący tytuł następcy tronu, został wybrany kalifem przez Wielkie Zgromadzenie Narodowe Turcji.
3 marca 1924 roku na wniosek Kemala Atatürka Wielkie Zgromadzenie Narodowe Turcji zniosło kalifat. Równocześnie z kalifatem zlikwidowano szkolnictwo religijne oraz zakazano poligamii. Członkowie dynastii Osmanów zostali zmuszeni do opuszczenia kraju. Abdülmecid II po wyjeździe z Turcji osiadł w Paryżu, gdzie zmarł. Pochowany został w Medynie.